# 2010 في المغرب
فيما يلي قوائم الأحداث التي وقعت خلال عام 2010 في المغرب.

## احداث
- 20 فبراير 2010 : وفاة 40 شخص وأكثر من 80 مصاب في انهيار مئذنة مسجد تاريخي بمدينة مكناس.
- 8 نوفمبر 2010 : عملية تفكيك مخيم «أكديم إزيك» بالعيون كبرى مدن الصحراء ادى إلى مقتل كثير من المواطنين ورجال الأمن بعد نشوب صدامات عنيفة.
- 28 نوفمبر: في الدار البيضاء مسيرة شعبية ضخمة مليونية دعت إليها أحزاب سياسية مغربية احتجاجا على ما سمته «الحملة المغرضة التي يقودها الحزب الشعبي الإسباني ضد المصالح العليا للمغرب» وللتعبير عن رفض دعوة البرلمان الأوروبي لفتح تحقيق دولي بالأحداث التي عرفتها مدينة العيون (عملية تفكيك مخيم «أكديم إزيك» بالعيون كبرى مدن الصحراء).
- اغتصاب الأموات بسلا، صدمة كبيرة تلك التي عاش على وقعها سكان سلا في سنة 2010، وخاصة سكان حي سيدي موسى والحي المجاور لمقبرة سيدي بنعاشر، بعدما تناهى إلى علمهم خبر تسلل أربعة شبان إلى مقبرة سيدي بنعاشر لانتشال جثة هامدة لشابة عذراء من قبرها واغتصابها بوحشية قل نظيرها.

### انتهاء فترة المنصب
- إعفاء العاهل المغربي الملك محمد السادس، محمد جلموس، والي (محافظ) العيون من منصبه وعين مكانه خليل الدخيل.

## الرياضة
- فاز نادي الوداد البيضاوي، ببطولة المغرب لموسم 2009 - 2010.

## كتب
- كتاب: إشارات عابرة وهو حوارات مع الأستاذ عباس الجراري. صدر سنة 2010م).

## أفلام
- أولاد البلاد (فيلم)
- أيام الوهم
- الجامع (فيلم)
- الخطاف (فيلم)
- براق (فيلم)
- محطة الملائكة (فيلم)

## وفيات
- 1 فبراير - توفي عز الدين العراقي، (81سنة)، رئيس وزراء المغرب الأسبق.
- 1 أبريل - توفي الشيخ بناصر عبد السلام الناصري نقيب الزاوية الناصرية بتمكروت بإقليم زاكورة.
- 17 مارس - توفي عبد الله بليندة، (58سنة) لاعب ومدرب كرة قدم.
- 24 مارس - توفي المهدي بنونة، (92سنة)، أول مدير لوكالة المغرب العربي للأنباء.
- 3 ماي - توفي محمد عابد الجابري، (75سنة)، فيلسوف ومفكر مغربي.
- 9 ماي - توفي عبد العزيز مزيان بلفقيه (66سنة)، مستشار الملك.
- 30 يوليوز - توفي أحمد عبد السلام البقالي (78سنة)الأديب المغربي وذلك بعد مرض لم يمهله طويلا.
- 2 نوفمبر - توفي عبد الواحد أخريف، (77سنة) كاتب وشاعر واديب بتطوان.
- 6 نوفمبر - توفي الحسن بن الصديق الغماري، (85سنة)، أحد كبار علماء المغرب وشيخ الزاوية الصديقية بطنجة.
- 15 نوفمبر - توفي إدمون عمران المالح، (93سنة)، كاتب ومفكر مغربي.
- 18 نوفمبر - توفي إبراهام السرفاتي، (84سنة)، سياسي معارض مغربي.
- 31 أغسطس - توفيت عائشة مناف، (32سنة) ممثلة مغربية، بعد معاناة مع المرض الخبيث،
- 17 سبتمبر - توفي المحجوب بن الصديق،(88 سنة)الأمين العام للاتحاد المغربي للشغل.
- 22 أكتوبر - توفي عبد الرحمان السباعي،(70سنة)، الوزير المنتدب لدى الوزير الأول المكلف بإدارة الدفاع الوطني.